# Arhopala arta
Arhopala arta är en fjärilsart som beskrevs av Evans 1957. Arhopala arta ingår i släktet Arhopala och familjen juvelvingar. Inga underarter finns listade i Catalogue of Life.